# Рекіць (Ботошань)
Рекіць, Рекіці (рум. Răchiți) — село у повіті Ботошані в Румунії. Адміністративний центр комуни Рекіць.
Село розташоване на відстані 372 км на північ від Бухареста, 2 км на північний схід від Ботошань, 95 км на північний захід від Ясс.

## Населення
За даними перепису населення 2002 року у селі проживали 1059 осіб, усі — румуни. Усі жителі села рідною мовою назвали румунську.